# Вёшенская (аэропорт)
Вёшенская —  аэропорт станицы Вёшенская, Ростовская область. Расположен в 2 км северо-западнее станицы.
Аэродром «Вёшенская» 3 класса, способен принимать самолёты Як-40, Ан-24 и все более лёгкие, а также вертолёты всех типов.
На текущий момент (2010 год) аэродром «Вёшенская» исключен  из государственного реестра гражданских аэродромов, как не прошедший сертификацию в установленном порядке; свидетельство о государственной регистрации и годности аэродрома к эксплуатации признано утратившим силу, аэродром переведен в разряд аэродромов для выполнения авиационных работ. В настоящий период времени аэропорт «Вёшенская» для обеспечения  пассажирских перевозок не пригоден.